# SpideyPool XXX: An Axel Braun Parody
SpideyPool XXX: An Axel Braun Parody ist eine Pornofilm-Parodie des Regisseurs Axel Braun aus dem Jahr 2022 auf die Mainstreamfilme Spiderman und Deadpool, der vom Unternehmen Wicked Pictures Direct-to-Video produziert wurde. Der Film wurde 2022 bei den AVN Awards und bei den XBIZ Award ausgezeichnet.

## Handlung
- Scene 1. Kenna James, Seth Gamble
- Scene 2. Kenzie Taylor, Ryan Driller
- Scene 3. Blake Blossom, Tyler Cruise

## Auszeichnungen
- 2023: AVN Award – Mark Stone Award For Outstanding Comedy[1]
- 2023: AVN Award – Best Art Direction[1]
- 2019: XBIZ Award – Best Art Direction[1]